# Mīlam Glacier
Mīlam Glacier är en glaciär i Indien. Den ligger i den norra delen av landet, 300 km nordost om huvudstaden New Delhi. Mīlam Glacier ligger 4 248 meter över havet.
Terrängen runt Mīlam Glacier är huvudsakligen mycket bergig. Mīlam Glacier ligger nere i en dal. Runt Mīlam Glacier är det ganska glesbefolkat, med 22 invånare per kvadratkilometer. Det finns inga samhällen i närheten. Trakten runt Mīlam Glacier består i huvudsak av gräsmarker.